# Бокун, Лариса Петровна
Лариса Петровна Бокун (урожденная Болдырева; 11 февраля 1926, Новосибирск, РСФСР — 22 сентября 2014, Минск, Белоруссия) — советский тренер по фехтованию, тренер сборной СССР по фехтованию на Олимпийских играх 1968, 1972, 1976, 1980 годов, заслуженный тренер СССР, заслуженный тренер БССР (1961).

## Биография
Как спортсменка выступала за минское «Динамо». Неоднократно становилась чемпионкой СССР, была многократной чемпионкой БССР.
Окончила Государственный центральный ордена Ленина институт физической культуры. Выступала за «Динамо» (Минск). С 1947 года преподавала на кафедре фехтования Белорусского государственного института физической культуры.
Тренерской деятельностью начала заниматься в 1948 года. С 1949 года — тренер по фехтованию в спортивных организациях Минска, с 1975 года — тренер Республиканской школы высшего спортивного мастерства.
В числе её учеников неоднократные чемпионки Олимпийских игр и мира Елена Белова, Татьяна Самусенко, чемпионка мира Диана Никанчикова и другие известные спортсмены.
Была замужем за Германом Бокуном — тоже тренером по фехтованию.

## Награды и звания
- Награждена орденами Дружбы народов и «Знак Почета», медалью «За трудовое отличие».
- Заслуженный тренер СССР, заслуженный деятель физической культуры Белоруссии.